# Nieuport 12
El Nieuport 12 fue un avión de reconocimiento y caza biplano francés usado principalmente por Francia y por el Reino Unido durante la Primera Guerra Mundial.

## Diseño y desarrollo

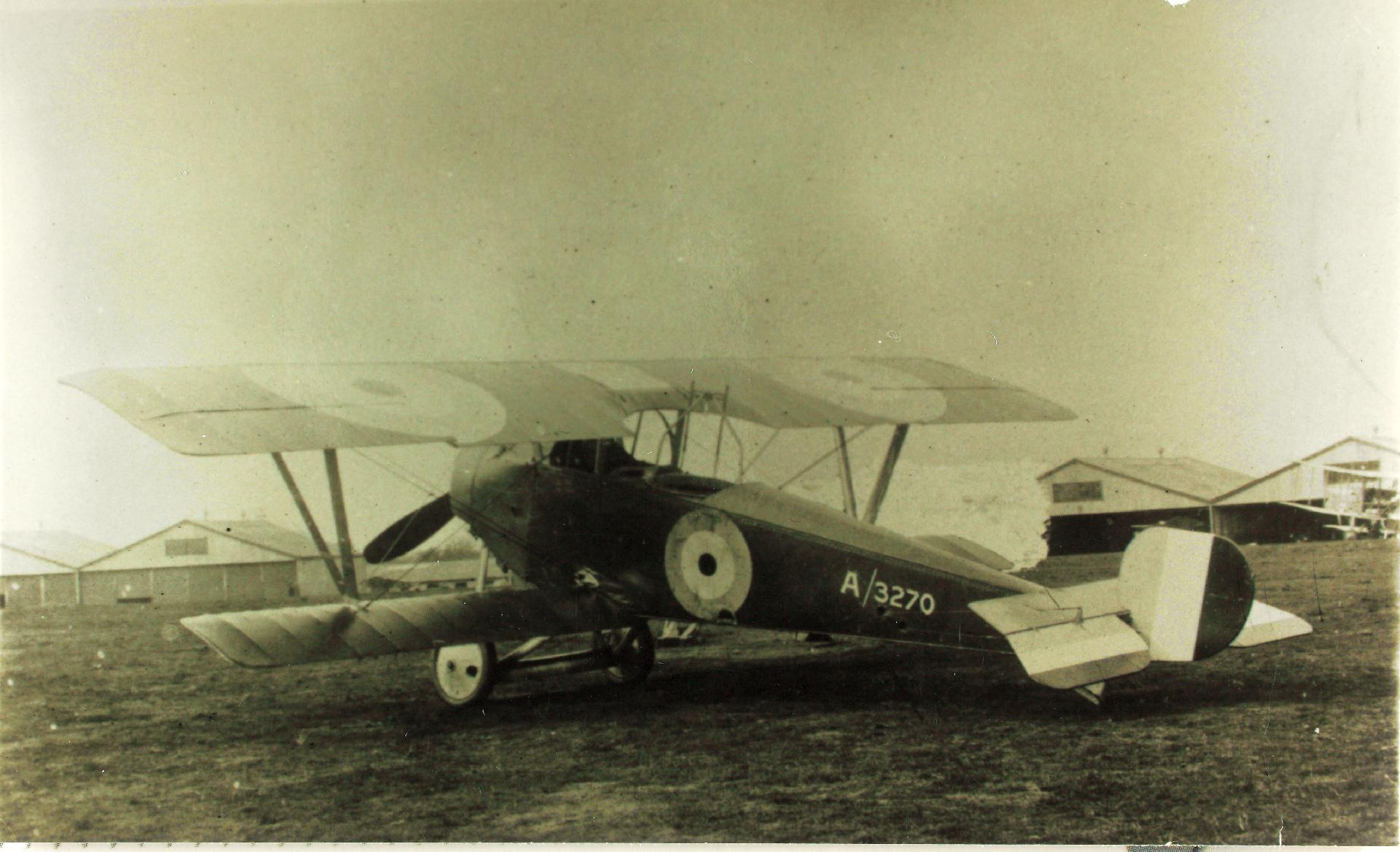
Nieuport 12

Para mejorar las características del Nieuport 10, una versión mayor y con motor mejorado fue desarrollada en el Nieuport 12.
Una ametralladora Lewis fue colocada en el cockpit trasero para ser usada por el observador, y el piloto, a veces, tenía otra Lewis colocada sobre el ala superior, para disparar por encima de la hélice.
Versiones posteriores del modelo, usadas por el Royal Flying Corps, tenían, a veces, la ametralladora posterior del observador montada sobre un anillo giratorio que le proporcionaba un mayor campo de tiro, y una ametralladora Vickers, sobre el fuselaje y sincronizada con la hélice, para el piloto.
El Nieuport 12 podía llevar dos modelos de motor, un Clerget de 100 CV, o uno de 130 CV.

## Variantes

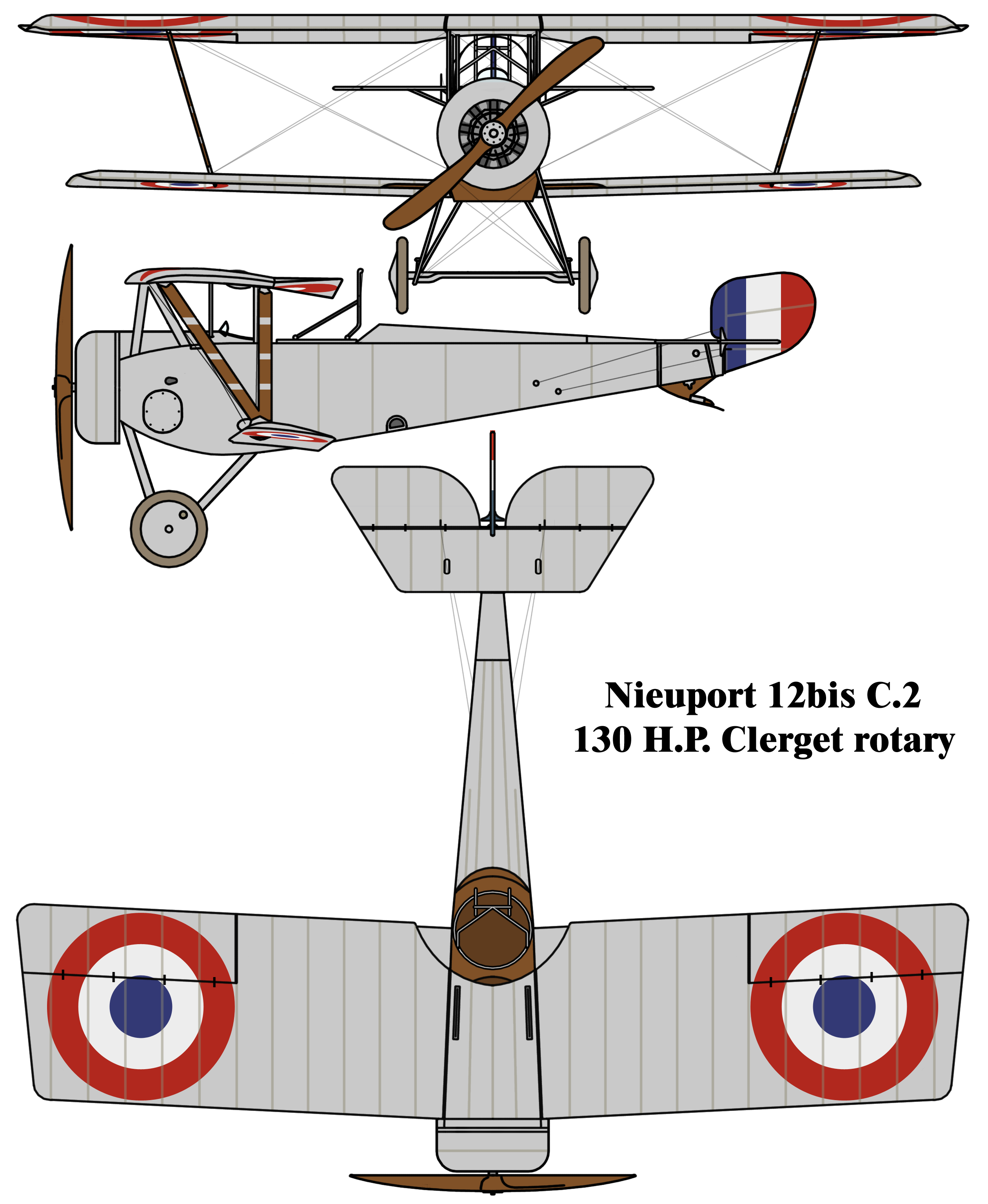
Nieuport 12bis C.2

Nieuport 12
Avión de caza y reconocimiento biplaza, propulsado por un motor Clerget 9Z de 110 CV (82 kW).
Nieuport 12 bis
Versión revisada con motor Clerget 9C de 130 CV (97 kW).
Nieuport 20
Versión propulsada por el motor Le Rhône 9J de 110 CV (82 kW). No fue utilizado por Francia pero se entregaron 21 de estos aparatos al Royal Flying Corps británico.
Nieuport 80E.2, 80D.2 y 83E.2
Nieuport 12 posteriormente convertidos en aviones de entrenamiento, fueron provistos de estructuras adicionales y tren de aterrizaje de cuatro ruedas.

## Operadores
Argentina
- Armada Argentina

 ChileSólo un avión.
 Francia
- Aeronáutica Militar Francesa

 Imperio ruso
- Servicio Aéreo Imperial Ruso

 Polonia
 Reino Unido
- Cuerpo Aéreo Real
- Servicio Aéreo Naval Real

 Tailandia (Siam)Sólo un avión.

## Especificaciones (Motor Clerget de 110 CV)

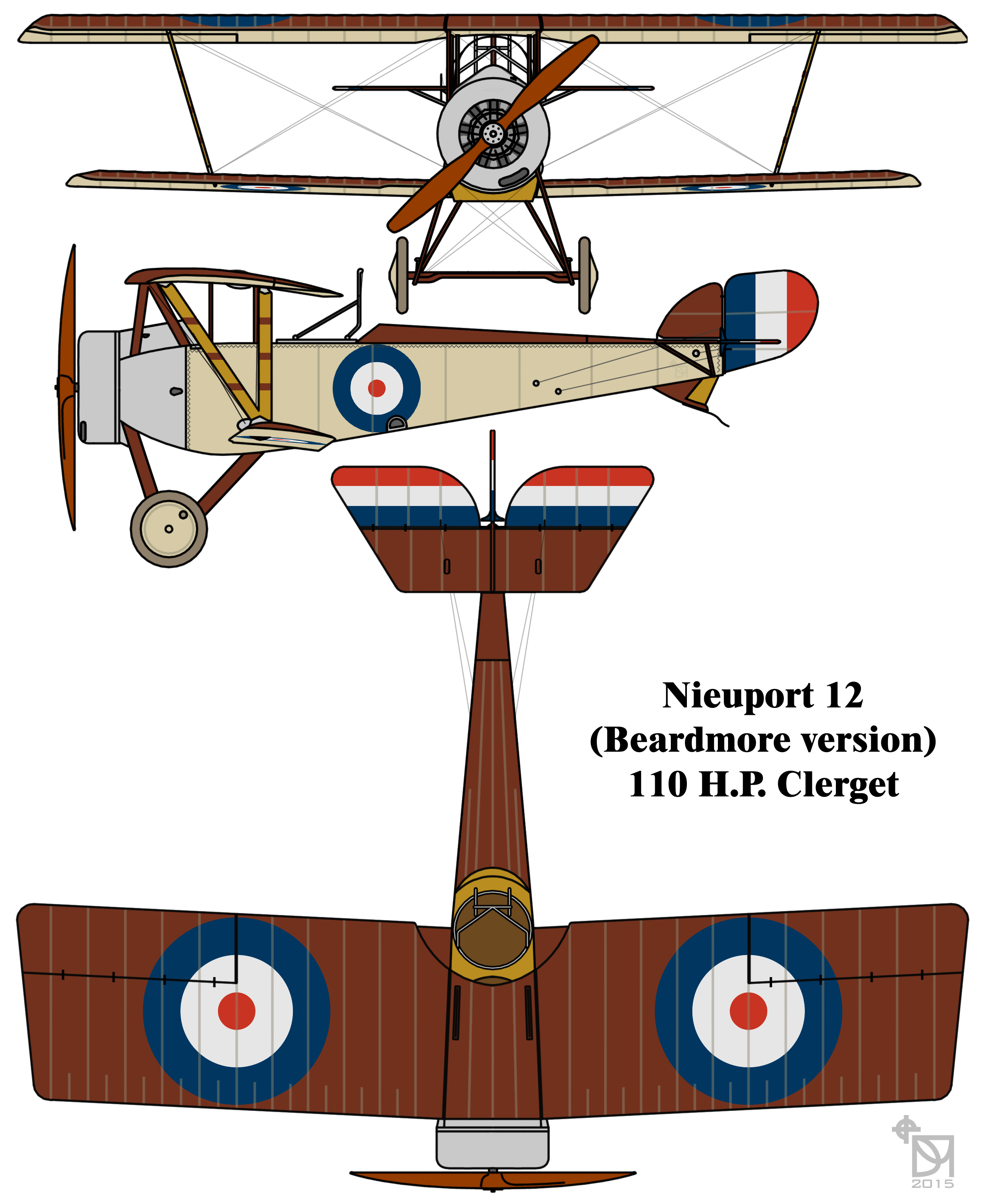

### Características generales
- Tripulación: 2 (piloto y observador)
- Longitud: 7 m
- Envergadura: 9 m
- Superficie alar: 22 m²
- Peso vacío: 550 kg
- Peso cargado: 850 kg
- Planta motriz: 1× motor rotativo Clerget.
  - Potencia: 82 kW 110 cv

### Rendimiento
- Velocidad máxima operativa (Vno): 146 km/h
- Alcance: 3 horas
- Techo de vuelo: 3.960 m

### Armamento
- Ametralladoras: 1× en la cabina trasera (a veces en el ala superior)

### Desarrollos relacionados
- Nieuport 10
- Nieuport 11

### Listas relacionadas
- Anexo:Cazas de la Primera Guerra Mundial
- Anexo:Biplanos